# Blue Monday (New Order)
| Recensione | Giudizio |
| ---------- | -------- |
| AllMusic   |          |

| Recensione | Giudizio |
| ---------- | -------- |
| AllMusic   |          |

Blue Monday è un singolo del gruppo musicale britannico New Order, pubblicato dalla Factory Records il 7 marzo 1983, in parallelo all'uscita del secondo album in studio Power, Corruption & Lies. Composto dai membri Gillian Gilbert, Peter Hook, Stephen Morris e Bernard Sumner, fu successivamente remixato e ridistribuito nel 1988 (sempre dalla Factory) e nel 1995 (dalla London Records), rispettivamente come Blue Monday '88 e Blue Monday-95.
Destò una certa curiosità la speciale confezione per la prima edizione in vinile 12", con The Beach (un ri-arrangiamento strumentale della canzone) sul lato B, progettata dai grafici Peter Saville e Brett Wickens in modo tale da ricordare un floppy disk 5¼", con un codice crittografato formato da file di quadratini colorati sul lato destro, che nasconde la tracklist e i nomi del gruppo e dell'etichetta discografica.
Al suo debutto sul mercato il pezzo ottenne un grande riscontro commerciale, entrando nelle prime dieci posizioni delle classifiche di vendita di molti Paesi in tutto il mondo e diventando il singolo a dodici pollici più venduto di sempre; soltanto nel Regno Unito, considerando anche le ripubblicazioni del 1988 e del 1995, si contano 1,16 milioni di copie vendute (delle quali 700.000 nel 1983). Sulla scia di questo trionfo, fu incluso in alcune edizioni su CD e musicassetta del coevo Power, Corruption & Lies.
Fu acclamato dalla critica e inserito in molte classifiche delle canzoni più belle degli anni ottanta e della storia della musica; in più nel corso del tempo divenne un vero e proprio «classico» da discoteca, nonché un'opera seminale per la musica elettronica tutta, ispirando diversi artisti della scena sia indipendente sia mainstream. Numerose furono le cover, anche varie negli stili, che vennero realizzate negli anni: alcune, come quelle degli Orgy, dei Flunk e degli 808 State, si rivelarono dei successi.

## Produzione
I New Order dichiararono di aver scritto Blue Monday spinti dalla delusione data dal fatto che il pubblico dei loro concerti non avesse mai chiesto un bis. Dapprincipio infatti esso era stato concepito come un semplice pattern ritmico che avrebbe concesso loro di ritornare sul palco, ri-accendere i sintetizzatori e lasciare che la gente ballasse; tuttavia ben presto si evolse in un progetto più complesso che li convinse a trasformarlo in un vero e proprio singolo discografico. Curiosamente, durante le esibizioni dal vivo, nonostante tutto il successo che ottenne, continuò ad essere eseguito soltanto come bis. Alcuni elementi percussivi e melodici vennero prelevati da una precedente composizione (e indicata come una demo), Video 5 8 6, del 1982, che si sarebbe poi evoluta nella canzone 5 8 6, pubblicata come quarta traccia in Power, Corruption & Lies.
Secondo Bernard Sumner, quattro pezzi influenzarono lui e gli altri membri in fase di scrittura: Dirty Talk (1982) del gruppo italo disco Klein + M.B.O. per l'arrangiamento; il classico della disco music You Make Me Feel (Mighty Real) (1978) del cantante Hi-NRG Sylvester per la linea di basso con le ottave (il cui riff fu «rubato» da Peter Hook dal tema musicale di Ennio Morricone del film di Sergio Leone del 1965 Per qualche dollaro in più); Our Love (1979) di Donna Summer per il ritmo e Uranium dei Kraftwerk (dall'album Radio-Activity, del 1975) per il coro sintetizzato, che venne pure campionato ed inserito nell'introduzione e nel finale.
Prima di prender parte alle sessioni di registrazione, il gruppo decise di realizzare delle demo elaborate tramite computer con i codici binari, per poter prendere dimestichezza con i nuovi programmi MIDI dei loro strumenti. Per questo motivo, il pezzo fu considerato un «classico del synth pop» e il definitivo passaggio dei New Order dal genere post-punk a quello dell'alternative dance. Fu citato inoltre come uno degli esempi di stile hi-NRG applicato alla club music.

### Struttura musicale
La canzone è aperta dal noto battito marcato in semicroma della batteria, programmato per una drum machine Oberheim DMX, al quale, dopo quattro battute, si aggancia in assolvenza la melodia principale eseguita da un sequencer. Secondo alcune interviste per il documentario NewOrderStory, questa fu in realtà eseguita totalmente fuori sincrono con il ritmo, in quanto Gillian Gilbert si era dimenticata di inserire una nota nel programma dello strumento; tuttavia, questo venne reputato dalla band un felice incidente che contribuì al fascino del brano.
La sezione centrale è invece caratterizzata da una palpitante linea di basso sintetizzato, suonata da un Moog Source e sovrapposta al basso elettrico di Peter Hook grazie ad un sequencer Powertran costruito da Sumner, il quale canta un testo composto da una sola coppia di strofe, di sedici e quindici versi rispettivamente (con l'ultima inframmezzata da una parte strumentale) senza ritornello (e, in questo senso, Blue Monday è da considerarsi una hit atipica). Stefano Aicardi di Ondarock, riguardo alla composizione, scrisse che:

### Testo
Il testo di Blue Monday, scritto da Sumner, fu oggetto, data la sua cripticità, di numerose e diverse interpretazioni: ad esempio, il sito Songfacts indicò che potrebbe essere semi-autobiografico e trattare della dipendenza da droghe di cui soffriva il chitarrista, mentre Gabriele Antonucci della rivista Panorama lo considerò incentrato sul controllo e l'abuso all'interno di una relazione conflittuale.
D'altronde il titolo non compare mai nei versi (come di consueto per le produzioni della band) e per questo circolò la leggenda, smentita dagli stessi New Order, che questo si riferisse al lunedì del 14 giugno 1982, quando l'Argentina si arrese all'Inghilterra nel conflitto per il controllo delle Isole Falkland. In realtà fu preso da un'illustrazione all'interno del romanzo del 1973 di Kurt Vonnegut La colazione dei campioni, ovvero Addio triste lunedì (Breakfast of Champions, or goodbye blue monday), che Stephen Morris stava leggendo durante il periodo di scrittura del pezzo. In essa c'era scritto "Goodbye Blue Monday" in riferimento all'invenzione della lavatrice come risoluzione di tutti i problemi delle casalinghe. Lo stesso Hook tuttavia, durante un'intervista del The Guardian pubblicata il 24 febbraio 2006, invece disse che:
Per quanto riguarda la lirica, affermò:
(Peter Hook)

## Copertina
Peter Saville venne incaricato di realizzare la copertina dalla Factory. Egli inizialmente aveva pensato ad una porzione di affresco rinascimentale, con l'intenzione di infondere nell'estetica dell'etichetta discografica la grandezza del Rinascimento italiano, ispirato dalla miniserie televisiva della BBC del 1981 I Borgia. Poi però, visitando la sala prove dei New Order, rimase colpito dai sintetizzatori che il gruppo utilizzava per registrare i pezzi e così cambiò idea.
Stephen Morris raccontò a tal proposito: «Mi ricordo che Peter entrò in sala e rimase quasi ipnotizzato, quando vide il nostro nuovo campionatore. Si trattava di un Emulator sampler, che utilizzava dei floppy disk da quattro pollici, sui quali registravamo le linee guida della canzone. Peter prese in mano un floppy e mi chiese subito se poteva avere uno di quegli affascinanti oggetti. Ecco com'è nata la copertina di Blue Monday.» Saville aggiunse: «Salii in macchina e tornai verso Londra. Mi sembrava di essere in una situazione paradossale, sul posto del passeggero c'era questo floppy che mi aveva colpito per la sua forma ed il suo design, mentre l'autoradio mi stordiva con le note dance di Blue Monday. Arrivai alla fine della M1 proprio quando la canzone terminò la sua furiosa corsa, rimasi quasi inebetito, i New Order avevano decisamente cambiato tiro ed io avevo sul sedile il simbolo di questo cambiamento. Dovevo vestire Blue Monday come se fosse stato un grande floppy disk.»

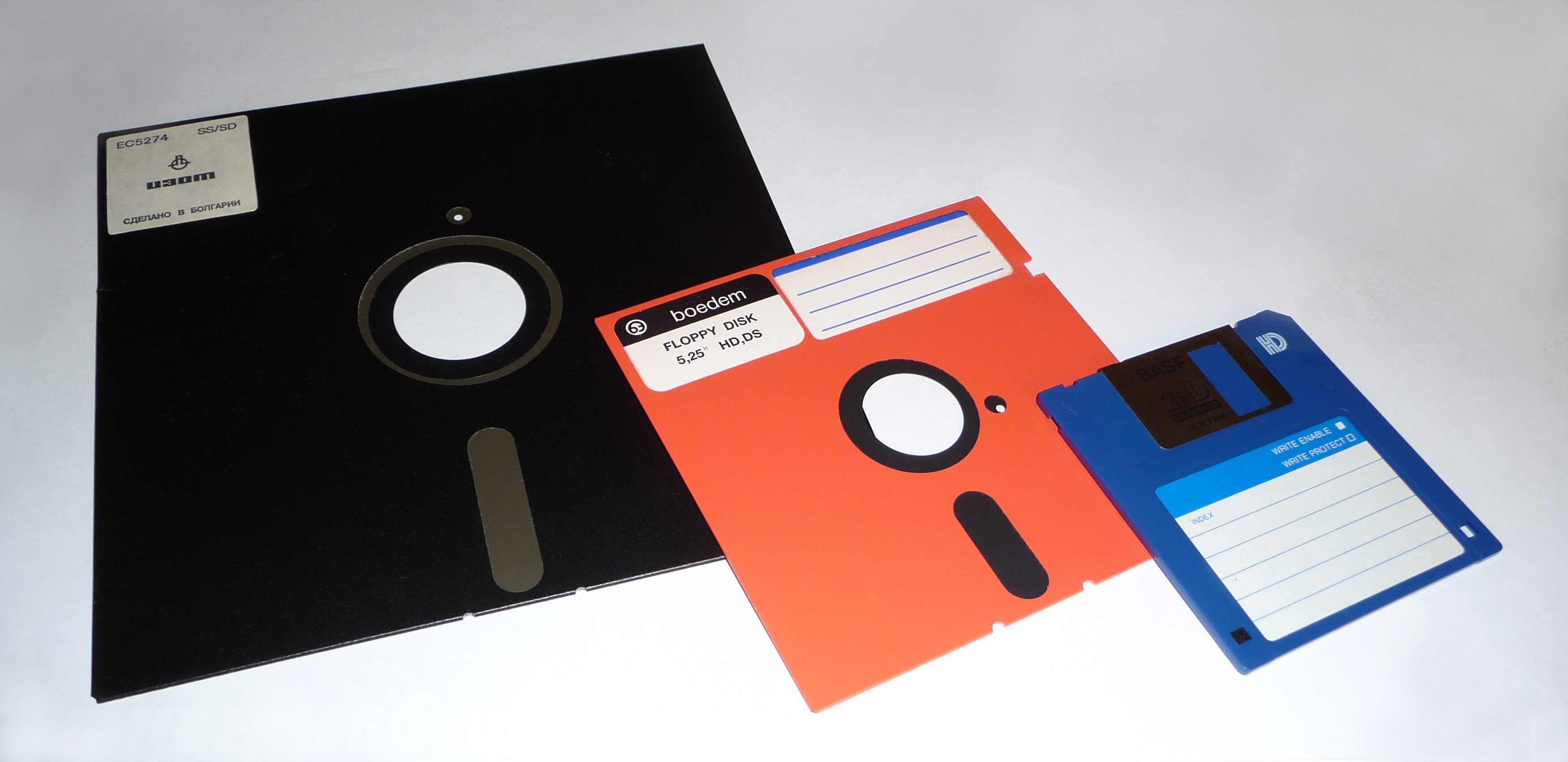
Dei floppy disk da 8, 5¼ (quello utilizzato come modello da Saville e Wickens) e da 3½ pollici

Perciò il progetto finale della copertina, completato assieme al collaboratore Brett Wickens, risultò essere una riproduzione di un floppy disk 5¼", sulla quale non vennero scritti né il nome del gruppo né il titolo in maniera esplicita, in quanto Saville aveva deciso di inserire, sul dorso della confezione, un codice costituito da quadratini colorati, i quali, adeguatamente decifrati attraverso una legenda stampata sul retro dell'album Power, Corruption & Lies, riportavano la dicitura: «FAC 73 BLUE MONDAY AND THE BEACH NEW ORDER». La Peter Saville Associates, come riportato in una fattura dattiloscritta del 14 luglio 1983, chiese alla Factory Records per la progettazione 538,20 £.
L'autore commentò:
Queste dei New Order furono due delle quattro pubblicazioni della Factory ad avere una tale tipologia di rompicapo in copertina e vennero seguite da Confusion, il singolo successivo, e From the Hip, album del 1984 del complesso post-punk inglese Section 25 prodotto da Sumner.
Le prime stampe del vinile dodici pollici erano fustellate con un interno argentato, ma il loro costo era talmente elevato che per l'etichetta ogni copia rappresentava una perdita di denaro. Nel libro Factory Records: The Complete Graphic Album Matthew Robertson scrisse infatti che «per l'uso della fustellatura e di colori specifici, il costo di produzione di questa copertina era così alto che ogni singolo venduto fu una perdita.» Il fondatore della Factory Tony Wilson affermò di aver perso cinque pence a singolo «grazie al nostro strano sistema di contabilità»; Saville disse che «nessuno si aspettava che Blue Monday diventasse una hit e quindi nessuno si aspettava che il costo fosse un problema.» Inoltre in Shadowplayers: The Rise and Fall of Factory Records aggiunse: «Sono così annoiato da questa storia. Noi non sapevamo nemmeno quante di queste copertine costose siano state fatte.» Robertson riportò che «le ristampe successive ebbero dei piccoli cambiamenti per ridurre i costi».

## Pubblicazione

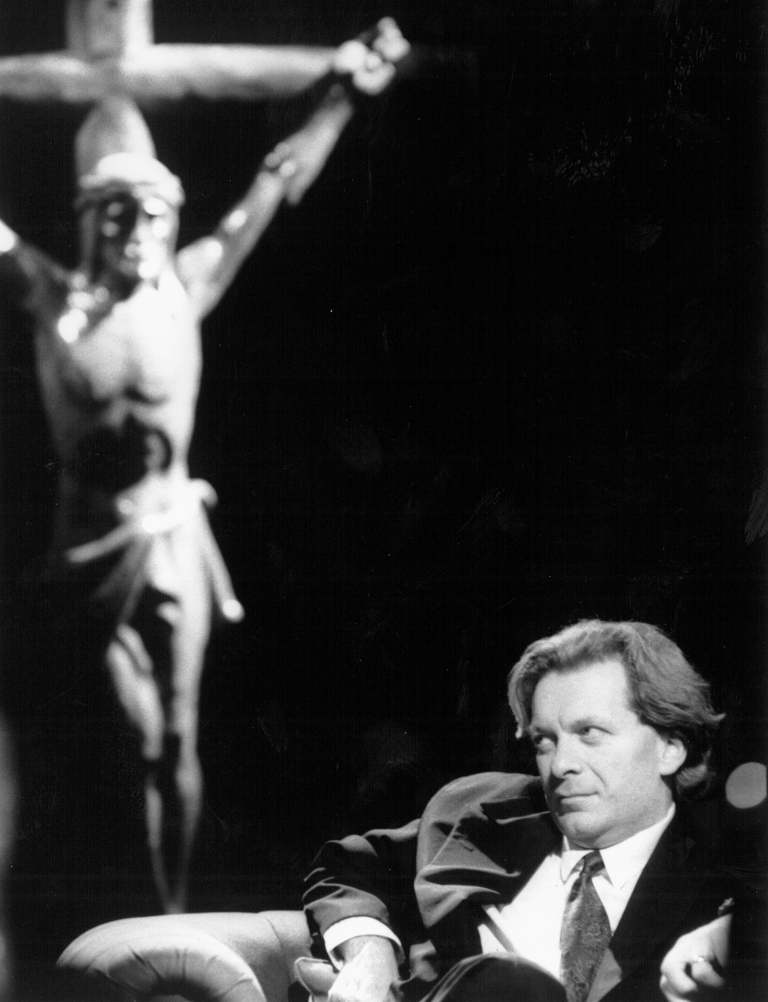
Tony Wilson (qui nel 1990), co-fondatore della Factory Records, che utilizzò gli introiti generati con la vendita di Blue Monday per aprire il club The Haçienda

Blue Monday fu distribuita nel 1983 in vinile dodici pollici dalla Factory Records e nel primo anno di pubblicazione riuscì ad entrare per ben due volte, in periodi differenti, nella Official Singles Chart: al suo debutto raggiunse infatti la dodicesima posizione, ma poi, coadiuvata anche dal successo dell'album allora in uscita, Power, Corruption & Lies, riuscì a toccare anche la nona.
Il 31 marzo di quell'anno, i New Order fecero un'apparizione al Top of the Pops (assieme a The Style Council, Mari Wilson, U2, Kajagoogoo, Tracey Ullman e Duran Duran), per promuovere ulteriormente la canzone. E contro la tradizione del programma, la suonarono dal vivo, sotto loro insistenza, in quanto reputavano sciocco mandarla in playback; purtroppo però ebbero dei problemi tecnici e così il risultato non fu fedele alla registrazione originale. Stephen Morris, a tal proposito, disse che «Blue Monday non è mai stato un brano facile da suonare, ma tutto è andato per il verso sbagliato. I sintetizzatori erano malandati. Sembrava orribile». Nel 1985, con il successivo Thieves Like Us, il singolo fu ufficialmente pubblicata in Polonia su vinile a sette pollici e in una confezione differente, a cura della Tonpress e sotto la licenza della Factory, e riuscì a vendere 50 000 copie e a posizionarsi al quinto posto della classifica di fine anno.
Nel 1988 Quincy Jones convinse i New Order a firmare un contratto con la sua casa discografica Qwest Records e supervisionò (assieme a John Potoker) il remix del loro singolo, che uscì lo stesso anno come Blue Monday '88 (con sul lato B lo strumentale Beach Buggy), ottenendo un successo ancor più grande della versione originale e toccando la terza posizione nelle classifiche britanniche, la quarta in quelle australiane e addirittura la prima nella Top Dance statunitense ed in Nuova Zelanda. È sulla scia di questa rinnovata popolarità che fu lanciato sul mercato, nel 1995, Blue Monday-95, un nuovo mix realizzato dal duo musicale tedesco Hardfloor, che ebbe discreta fama, entrando nella Top 20 inglese e in altre Top 100 europee.

### Vendite
Con i suoi sette minuti e mezzo di durata, Blue Monday è uno dei singoli più lunghi che siano riusciti a scalare la Official Singles Chart e, con 3 200 000 copie acquistate, è di fatto il brano pubblicato sul vinile a dodici pollici più venduto di tutti i tempi. A dispetto di ciò, non gli fu mai assegnato, se non in retrospettiva, un disco d'oro o di platino in quanto la Factory Records, essendo un'etichetta totalmente indipendente, non era iscritta all'associazione British Phonographic Industry. Secondo la Official Charts Company, vendette 1 160 000 copie solo in Inghilterra, divenendo il sessantanovesimo singolo maggiormente venduto nel Regno Unito. I suoi proventi vennero destinati all’apertura del The Haçienda, locale di punta di Manchester e dal quale sarebbero usciti tutti quei gruppi che avrebbero formato la cosiddetta scena musicale del «Madchester».

## Video musicale

Fay Ray in una scena del videoclip di Blue Monday '88

Un primo videoclip di una versione più corta di Blue Monday fu realizzato nel 1983. Si tratta di un collage di filmati militari dai colori solarizzati, di animazioni create al computer di forme geometriche come quadrati (uguali a quelli presenti nella copertina) e rette, di registrazioni digitalizzate a bassa risoluzione e framerate di esecuzioni dal vivo del gruppo e di brevi segmenti di gameplay del videogioco Zaxxon (per Apple II). Durante la puntata del 4 aprile 2016 del programma televisivo della ABC Rage fu invece mostrato un altro video, in cui si vedeva la performance dei New Order in playback al Top of the Pops della BBC.
Anche per Blue Monday '88 fu realizzato un video promozionale, pubblicato nel DVD dell'antologia Substance, che mostra alcuni sketch del fotografo William Wegman e del suo cane Weimaraner Fay Ray alternati ad animazioni fatte a mano di Robert Breer e ad alcune scene in cui i membri della band compiono alcune azioni, come camminare su una trave di legno sopra un pavimento dipinto di blu, giocare con delle maglie metalliche e con dei folioscopi o osservare una sfera che ruota attorno a loro come un satellite.

## Accoglienza e influenza culturale
Agli NME Awards del 1983, Blue Monday vinse il premio per il miglior singolo, mentre i New Order quello per il miglior gruppo. Il pezzo fu poi acclamato dalla critica musicale: per il programma radiofonico Sold on Song della BBC Radio 2 «è ampiamente considerato come un legame cruciale tra la discoteca anni settanta e il boom dance/house che venne fuori alla fine degli anni ottanta.» Infatti, sebbene il synth pop fosse uno degli stili più forti della musica popolare della Gran Bretagna, il singolo, con l'incoraggiamento del manager della band Rob Gretton, venne realizzato guardando alla scena club/house di New York ed al lavoro di produttori come Arthur Baker (che avrebbe inoltre collaborato con il gruppo per il successivo Confusion).
Il critico musicale Lorenzo Salzano, del webzine Ondarock, indicò la canzone come «uno dei primi brani elettronici a registrare un enorme successo di pubblico e un vero caposaldo dei dancefloor degli ultimi vent'anni, capostipite del synth-pop che spopolerà negli anni Ottanta ma anche della futura electro.»

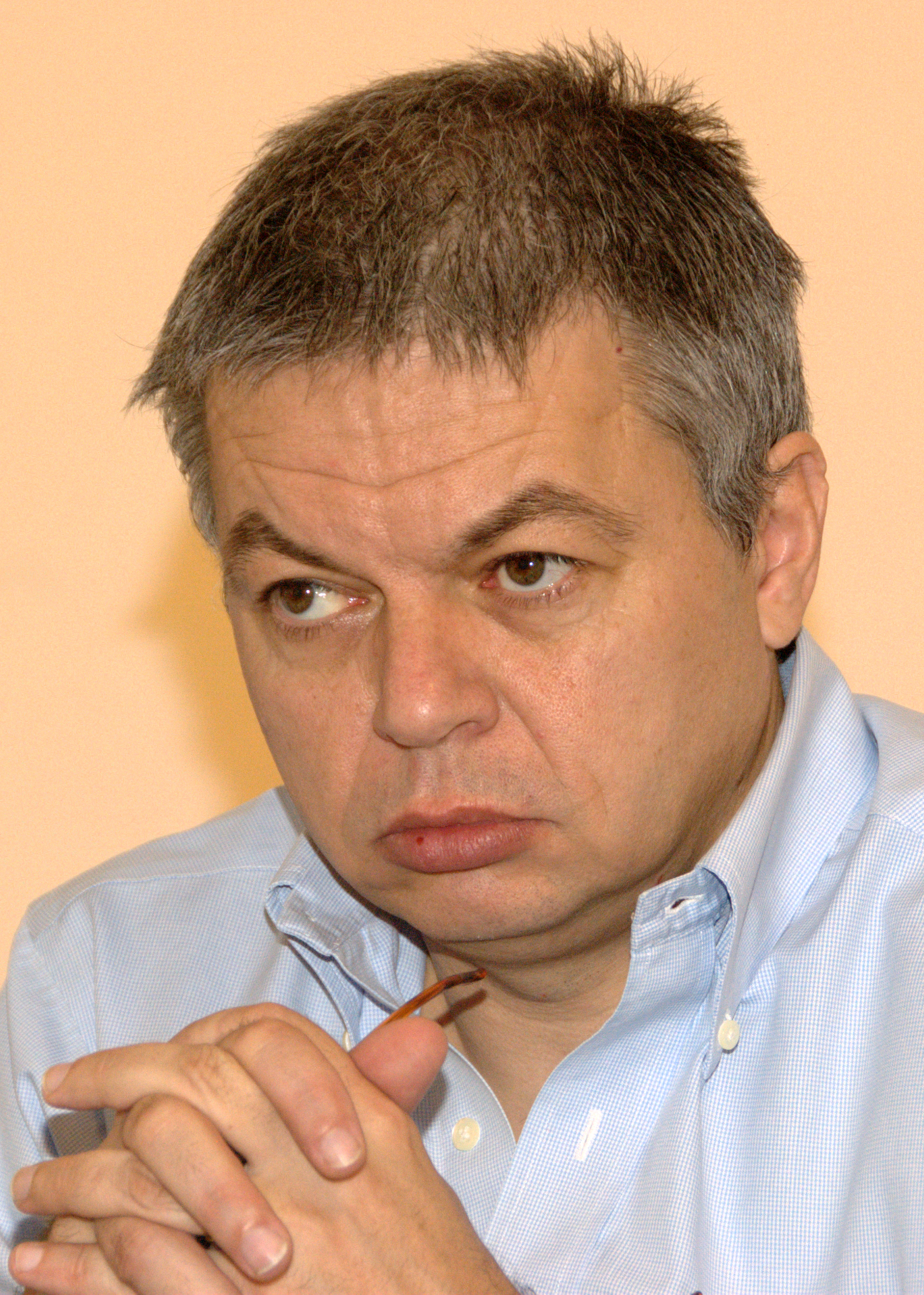
In Italia, i giornalisti e critici Ezio Guaitamacchi e Luca Sofri (in foto) hanno inserito Blue Monday nelle loro classifiche musicali Mille canzoni che ci hanno cambiato la vita (2009) e Playlist: 2978 canzoni di cui non potete fare a meno (2008)

Il giornalista Matthew Horton della rivista NME scrisse, in un articolo commemorativo del 14 marzo 2013 in occasione del trentesimo anniversario della pubblicazione della canzone, che: «Blue Monday ha impostato i parametri e i suoi discendenti diretti di Manchester hanno riempito lo spazio, accogliendo i battiti sequenziati nel proprio repertorio e diventando sexy. Sexy come gli Happy Mondays non potrebbero mai essere, questo è. Diffondendosi più lontano, gli artisti crossover Primal Scream, The Prodigy, LCD Soundsystem e The Chemical Brothers beneficiano tutti della fusione visionaria di Blue Monday mentre i suoi viticci continuano ad espandersi attraverso il panorama pop.»
Il pezzo fu inserito nel 2010 nel libro 1001 Songs You Must Hear Before You Die: And 10,001 You Must Download (e nell'edizione aggiornata del 2015), curato da Robert Dimery e in molte classifiche dei migliori brani del decennio e di sempre, redatte da riviste specializzate: per esempio Pitchfork nel 2015 lo collocò al quarto posto della sua lista dei duecento migliori singoli del decennio, Rumore al duecentoquarantunesimo della sua Rumore 300 (del 2017), Uncut rispettivamente al diciannovesimo e al trentatreesimo di The 100 Greatest Singles Of The Post-Punk Era (del 2001) e 100 rock and movie icons (del 2005), Mojo invece lo mise sia tra le più belle pubblicazioni dell'epoca (nel 2007) sia tra i cento più grandi singoli di sempre (nel 1997), o ancora NME lo incluse in ben cinque sue classifiche (40 Records That Captured the Moment 1952-91, del 1992, The Top 100 Singles of All Time, del 2002, dove occupa la ventesima posizione, The 100 Best Songs of NME's Lifetime, del 2012, in cui si trova alla quinta, The 100 Best Songs of the 1980s, sempre del 2012, dove tocca la prima, e The 500 Greatest Songs of All Time, del 2014, in cui occupa l'ottava) e Q in sette (100 Songs That Changed the World, del 2003, al nono posto, The 1001 Best Songs Ever dello stesso anno, all'undicesimo, Top 20 Singles from 1980-2004 del 2004, al nono, 50 Greatest British Tracks, del 2005, al quarantaquattresimo, The Ultimate Music Collection, sempre del 2005, The 80 Best Records of the 80s, del 2006, al secondo, 50 Years of Great British Music, 10 Tracks per Decade, del 2008). Rolling Stone lo inserì alla posizione 235 della versione aggiornata del 2021 della sua lista dei 500 migliori brani di tutti i tempi. Nel 2022 infine la NME lo incluse nell'elenco The story of NME in 70 (mostly) seminal songs, al numero ventuno: Mark Beaumont scrisse che, con il singolo, «la cultura dell'alternative dance formativa britannica trovò la sua strada» nel mainstream e «rimase fino a quando l'esplosione dell'acid house cancellò il clubland».
Nel 1999 Stephin Merritt, leader del gruppo musicale statunitense Magnetic Fields, compilò nel suo blog My Messy Blog una classifica delle sue registrazioni musicali preferite del secolo (selezionandone una per anno dal 1900 fino al 1998), nella quale inserì la canzone per rappresentare il 1983. 
Inoltre all'artista statunitense Chynna Clugston Flores piacque così tanto all'epoca, che decise poi di intitolare la sua serie a fumetti slice of life del 2000 proprio Blue Monday.
Peter Hook, parlando a Q magazine in occasione dell'uscita di 1001 Best Songs Ever, dichiarò:

## Disputa con i Gerry and the Holograms
Blue Monday venne accusato nel 2015 dal musicologo Clinton Heylin, in un articolo pubblicato dal The Guardian, di essere un palese rifacimento (con il testo differente) di Gerry and the Holograms, canzone del 1979 pubblicata come title track dell'omonimo album di debutto dell'omonima band formatasi a Manchester (stessa città di origine dei New Order) per volere del musicista e conduttore radiofonico CP Lee. Sebbene Bernard Sumner abbia smentito queste voci, nelle note di copertina di un'antologia del gruppo John Scott, uno dei membri, afferma: 
(John Scott)

## Apparizioni
Nel 2008 fu avviata la pubblicazione della Collector's Editions di tutti gli album dei New Order pubblicati tra il 1981 e il 1989, ristampati in versione rimasterizzata e con l'aggiunta di diverse tracce bonus. Blue Monday e The Beach furono così inseriti in Power, Corruption & Lies, mentre Blue Monday '88 e Beach Buggy in Brotherhood.
Le antologie del gruppo in cui il singolo è presente sono:

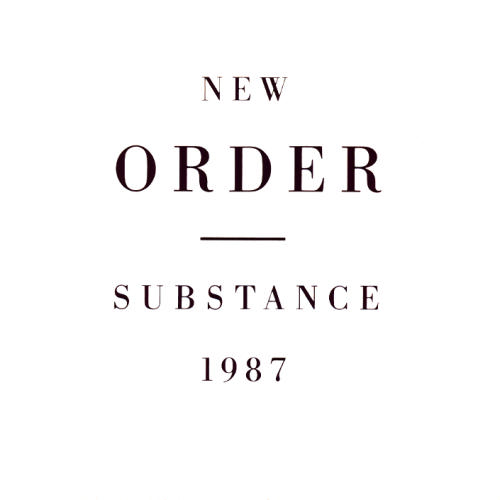
Substance 1987, la prima antologia del gruppo in cui è presente Blue Monday

- 1987 – Substance 1987 (versione originale 12"[2])
- 1994 – The Best of New Order (versione 7" del 1988[105])
- 1995 – The Rest of New Order (Hardfloor Mix[N 2][106])
- 2002 – International (versione originale 12"[2])
- 2002 – Retro (versione originale 12" e un mix di Jam and Spoon Manuela[2])
- 2005 – Singles (versione originale 12" e quella del 1988 7"[107])
- 2011 – Total: From Joy Division to New Order (versione originale 12"[2])
- 2016 – Singles (ripubblicazione; versione originale 12" e versione 7" del 1988[108])

Inoltre, è comparso in molteplici raccolte di artisti vari, celebrative o del decennio 1980 o in generale della musica elettronica, sia nella versione originale pubblicata su vinile 12 pollici sia remix (ne sono esempi in tal senso i mix dei DJ Tom Middleton e Plastikman inserite nei loro album The Sound of the Cosmos del 2002 e Arkives: 1993-2010 del 2010).

### Utilizzo nel cinema

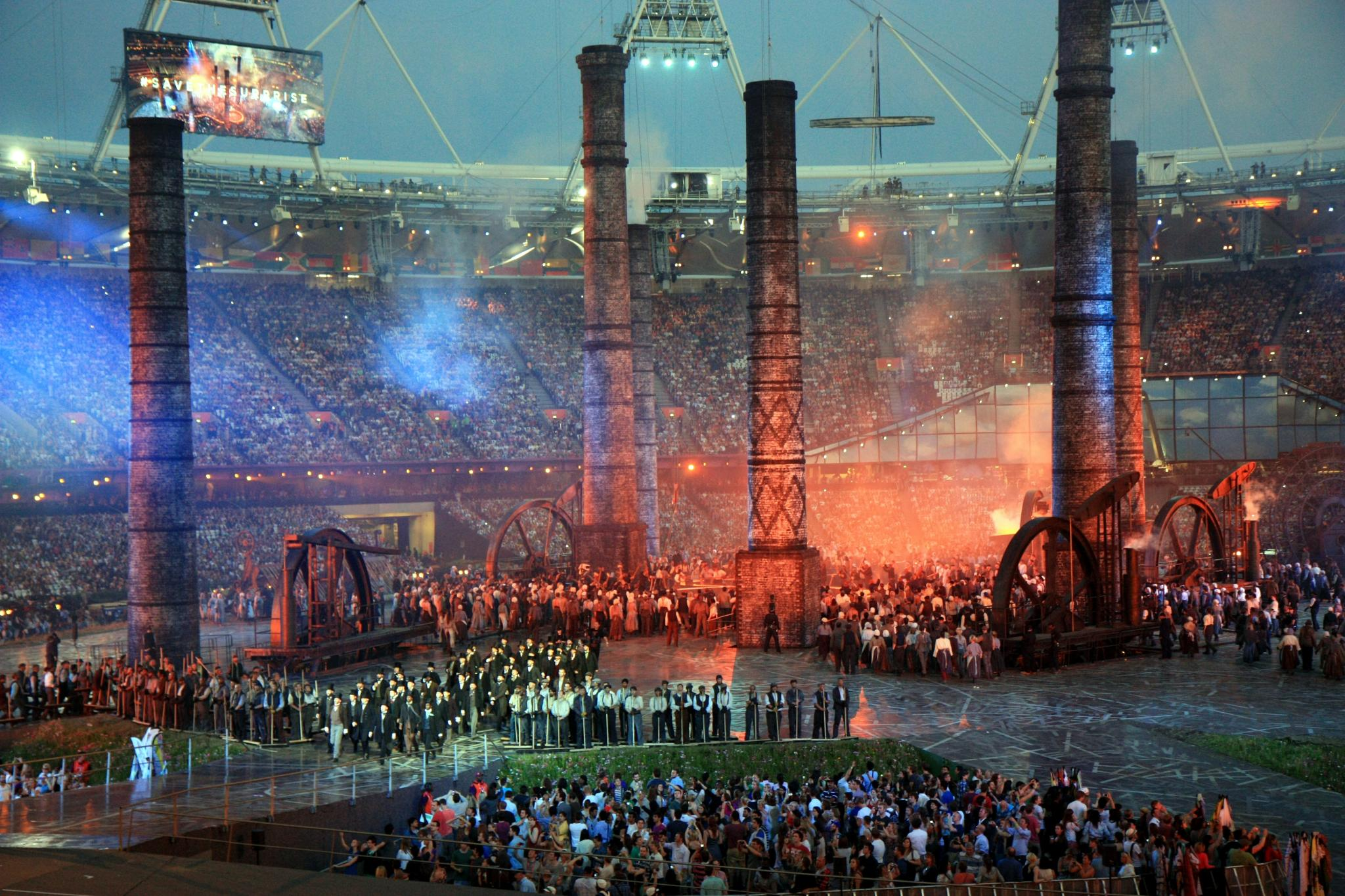
Una scena della cerimonia d'apertura della XXX Olimpiade

Nel cinema, la canzone è stata prettamente sfruttata come colonna sonora per pellicole ambientate negli anni ottanta (col fine di delinearne immediatamente il tempo della narrazione), o che ne vogliono richiamare l'atmosfera.

### Utilizzo nella pubblicità
Intorno alla metà degli anni ottanta, l'azienda statunitense Sunskit offrì ai New Order duecentomila dollari per riscrivere e reincidere parte del testo di Blue Monday in modo tale da usare la canzone per uno degli spot della sua bibita. Sumner dunque cambiò i primi versi in «How does it feel/When a new day has begun/When you’re drinking in the sunshine/Sunkist is the one».

### Cerimonia d'apertura dei Giochi della XXX Olimpiade
Blue Monday inaugurò la parte dedicata alla musica anni Ottanta di Frankie and June say...thanks Tim (21:52–22:09), sequenza della cerimonia d'apertura della XXX Olimpiade tenutasi a Londra nel 2012 incentrata sulla musica popolare inglese: seguì Pretty Vacant dei Sex Pistols e precedette Relax dei Frankie Goes to Hollywood.

## Tracce
Testi e musiche di Gillian Gilbert, Peter Hook, Stephen Morris e Bernard Sumner, eccetto dove indicato.

### Blue Monday
12" - FAC73 (UK) (1983)
1. Blue Monday – 7:29
2. The Beach – 7:19

7" - Tonpress S-534 (Polonia) (1985)
1. Blue Monday – 7:29
2. Thieves Like Us – 6:36 (Arthur Baker, Gilbert, Hook, Morris, Sumner)

### Blue Monday '88

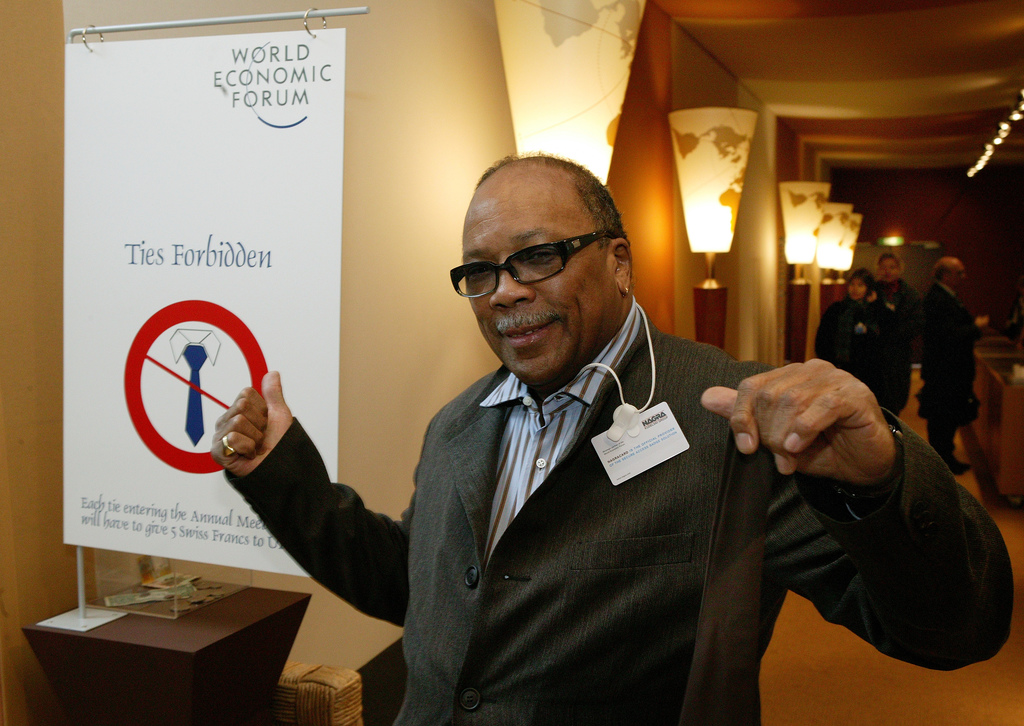
Quincy Jones supervisionò il mix di Blue Monday '88

7" - FAC73-7 (UK)
1. Blue Monday '88 – 4:09
2. Beach Buggy – 4:18

7" - Qwest 7-27979 / CassetteQwest 4-27979 (USA)
1. Blue Monday '88 (Single Mix) – 4:10
2. Touched by the Hand of God (Single Version) – 3:41

12" - FAC73R (UK)
1. Blue Monday '88 (12" Version) – 7:09
2. Beach Buggy – 6:52

12" - Qwest 0-20869 (USA)
1. Blue Monday '88 (12" Mix) – 7:09
2. Blue Monday '88 (Dub) – 7:16
3. Touched by the Hand of God (Remix) – 7:02
4. Touched by the Hand of God (Dub) – 5:30

CD - FACD73R (UK)
1. Blue Monday '88 (12-inch) – 7:09
2. Beach Buggy (12-inch) – 6:52
3. Blue Monday '88 (7-inch) – 4:09

Video CD - FACDV73R (UK)
1. Blue Monday '88 (12-inch) – 7:09
2. Beach Buggy (12-inch) – 6:52
3. Blue Monday '88 (7-inch) – 4:09
4. Blue Monday '88[N 3] – 4:09

Cassette - Qwest 4-27979 (Canada)
1. Blue Monday '88 (12" Mix) – 7:09
2. Touched by the Hand of God (Single Version) – 4:10
3. Blue Monday 1988 (Single Version) – 4:10
4. Blue Monday 1988 (Dub version) – 7:16

### Blue Monday-95
7" - NUO 7 (UK)
1. Blue Monday-95 (Hardfloor Radio Edit) – 4:16
2. Blue Monday (Original Radio Edit) [N 4]) – 4:09

12" - NUOX7 (UK)
1. Blue Monday-95 (Hardfloor Mix) – 8:34
2. Blue Monday-95 (Andrea Mix) – 8:26
3. Blue Monday-95 (Manuella Mix) – 7:31
4. Blue Monday-95 (Original Mix) – 7:26

CD - NUOCD 7 (UK)
1. Blue Monday-95 (Hardfloor Mix) – 8:37
2. Blue Monday-95 (Original Mix) – 7:26
3. Blue Monday-95 (Manuella Mix) – 7:32
4. Blue Monday-95 (Andrea Mix) – 8:28
5. Blue Monday-95 (Plutone Mix) – 6:29

CD - 850039.2 (Europa)
1. Blue Monday-95 (Manuela Mix) – 7:31
2. Blue Monday-95 (Andrea Mix) – 8:28
3. Blue Monday-95 (Hardfloor Mix) – 8:36
4. Blue Monday-95 (Brain Mix) – 5:24

CD - 850041.2 (Europa)
1. Blue Monday-95 (Plutone Mix) – 6:29
2. Blue Monday-95 (Starwash Mix) – 5:38
3. Blue Monday (Original Mix) – 7:23
4. Blue Monday-95 (Hardfloor Dub) – 8:15

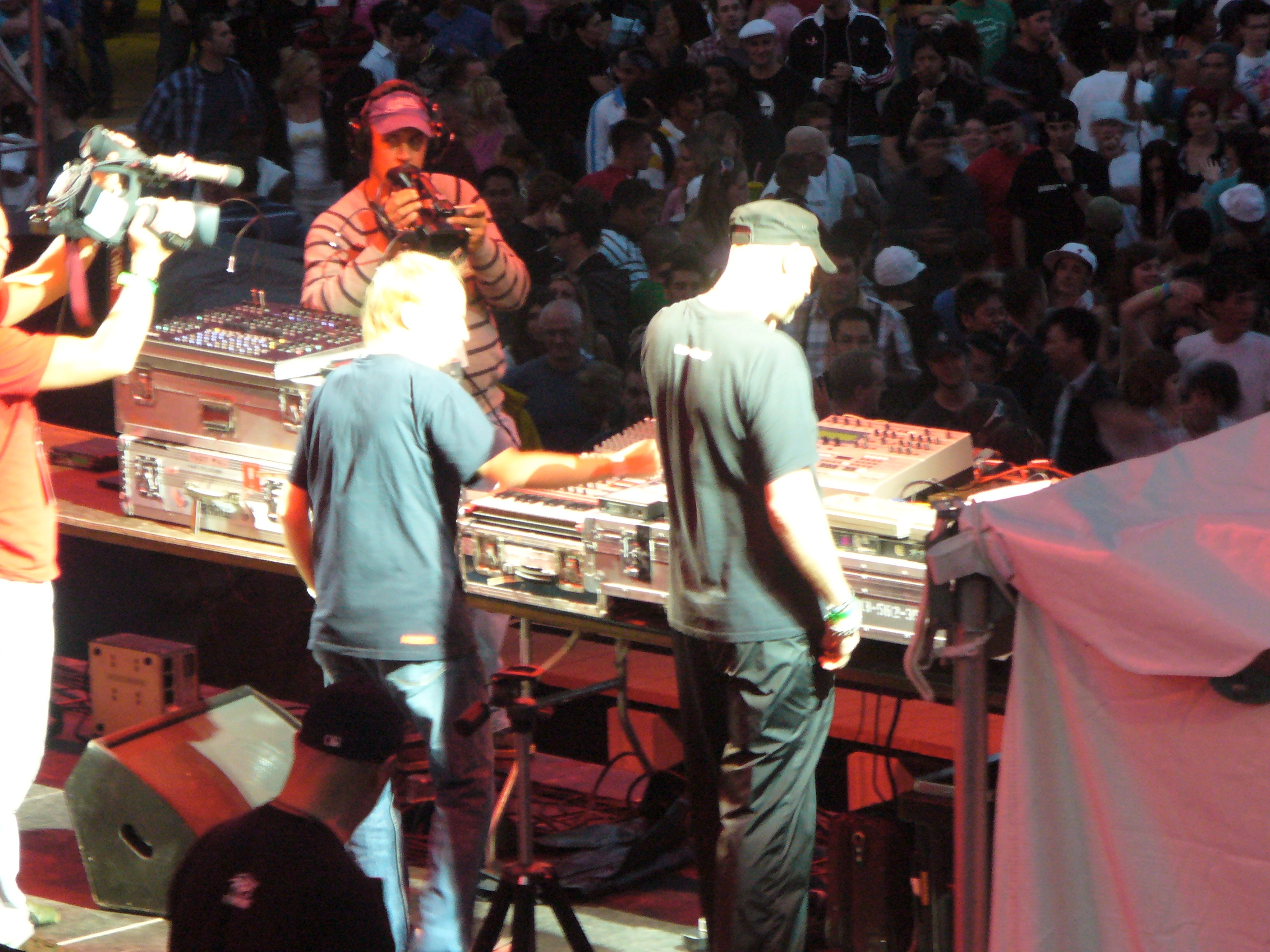
Il remix Blue Monday-95 venne realizzato dal duo musicale tedesco techno Hardfloor

- Nota: Blue Monday (Plutone Dub), della durata di 4:46, uscì solo su vinile promozionale FAC73PL.[15]

## Formazione

### Gruppo
- Bernard Sumner – voce, sintetizzatori, programmazione
- Stephen Morris – batteria, percussioni, sintetizzatori, programmazione
- Gillian Gilbert – sintetizzatore, programmazione
- Peter Hook – basso elettrico, percussioni elettroniche, sintetizzatori, programmazione

### Produzione

#### Blue Monday
- New Order – produttori artistici
- Michael Johnson – tecnico del suono
- Barry Sage, Mark Boyne – assistenti tecnici
- Peter Saville, Brett Wickens – grafici di copertina

#### Blue Monday '88
- New Order – produttori artistici, compositori
- John "Tokes" Potoker – addetto al remix
- Quincy Jones – supervisore del remix
- Peter Saville Associates – grafica di copertina
- Trevor Key – fotografo

#### Blue Monday '95
- New Order – produttori artistici, compositori
- Jam & Spoon, Hardfloor, Brain – produttori
- Peter Saville – direttore artistico
- Howard Wakefield – progettista grafico
- Martin Orpen – artista CGI

## Classifiche

### Versione originale

#### Classifiche settimanali
| Classifica (1983)         | Posizione massima |
| ------------------------- | ----------------- |
| Australia                 | 13                |
| Austria                   | 4                 |
| Belgio (Fiandre)          | 7                 |
| Belgio (radio)            | 7                 |
| Francia                   | 38                |
| Germania Ovest            | 2                 |
| Irlanda                   | 1                 |
| Nuova Zelanda             | 2                 |
| Paesi Bassi               | 3                 |
| Polonia (radio)           | 5                 |
| Regno Unito               | 9                 |
| Regno Unito (independent) | 1                 |
| Stati Uniti (dance club)  | 5                 |
| Svizzera                  | 10                |

#### Classifiche di fine anno
| Classifica (1983) | Posizione |
| ----------------- | --------- |
| Belgio            | 23        |
| Germania Ovest    | 12        |
| Nuova Zelanda     | 1         |
| Regno Unito       | 18        |
| Classifica (1984) | Posizione |
| Nuova Zelanda     | 9         |
| Classifica (1985) | Posizione |
| Nuova Zelanda     | 29        |

### Blue Monday '88

#### Classifiche settimanali
| Classifica (1988)                 | Posizione massima |
| --------------------------------- | ----------------- |
| Australia                         | 4                 |
| Belgio (Fiandre)                  | 14                |
| Belgio (radio)                    | 6                 |
| Europa                            | 6                 |
| Finlandia                         | 11                |
| Germania Ovest                    | 3                 |
| Irlanda                           | 2                 |
| Nuova Zelanda                     | 1                 |
| Paesi Bassi                       | 5                 |
| Regno Unito                       | 3                 |
| Regno Unito (independent)         | 1                 |
| Stati Uniti                       | 68                |
| Stati Uniti (dance club)          | 1                 |
| Stati Uniti (dance singles sales) | 9                 |
| Svizzera                          | 9                 |

NoteNella Billboard Dance Club Songs, il singolo è arrivato al primo posto insieme al precedente Touched by the Hand of God.

#### Classifiche di fine anno
| Classifica (1988) | Posizione |
| ----------------- | --------- |
| Australia         | 50        |
| Europa            | 63        |
| Germania Ovest    | 41        |
| Paesi Bassi       | 74        |
| Nuova Zelanda     | 11        |

### Blue Monday '95
| Classifica (1995) | Posizione |
| ----------------- | --------- |
| Australia         | 109       |
| Finlandia         | 9         |
| Germania          | 54        |
| Irlanda           | 29        |
| Regno Unito       | 17        |
| Svezia            | 38        |

### Ripubblicazioni del 2006 e del 2009
| Classifica (2006) | Posizione massima |
| ----------------- | ----------------- |
| Regno Unito       | 73                |
| Classifica (2009) | Posizione massima |
| Belgio (Fiandre)  | 16                |

## Cover
Dalla sua pubblicazione, numerosi artisti si cimentarono nella realizzazione di una propria versione di Blue Monday. Gli Orgy, i Flunk e i 808 State furono tra coloro che ottennero il maggiore riscontro commerciale con le proprie cover.

### Cover degli Orgy
Il gruppo musicale statunitense Orgy registrò una cover di Blue Monday, che poi pubblicò come secondo singolo il 14 dicembre 1998. Si rivelò un successo e divenne popolare sia nelle radio che su trasmissioni quali MTV e 120 Minutes, comparendo in molte classifiche di vendita e guadagnando l'attenzione della critica, che ne notò la fresca fusione fra la musica industrial ed il metal.

### Cover dei Flunk
Anche la band norvegese Flunk re-incise Blue Monday per il primo album in studio For Sleepyheads Only e la pubblicò come singolo nel 2002, in formato EP assieme a sette remix; fu la sua unica hit e ricevette un'accoglienza complessivamente positiva.

### Acid House Mixes By 808 State (1988)
Nel 1998 la band di musica elettronica inglese 808 State fece un remix di Blue Monday per uno dei loro set di canzoni, destinato alle serate "Hot Night" del night club di Manchester The Haçienda. Considerato perduto per diverso tempo, venne ritrovato da uno dei membri, Graham Massey, nel suo archivio e pubblicato come singolo nel 2004 dalla Rephlex Records.

### Altre cover

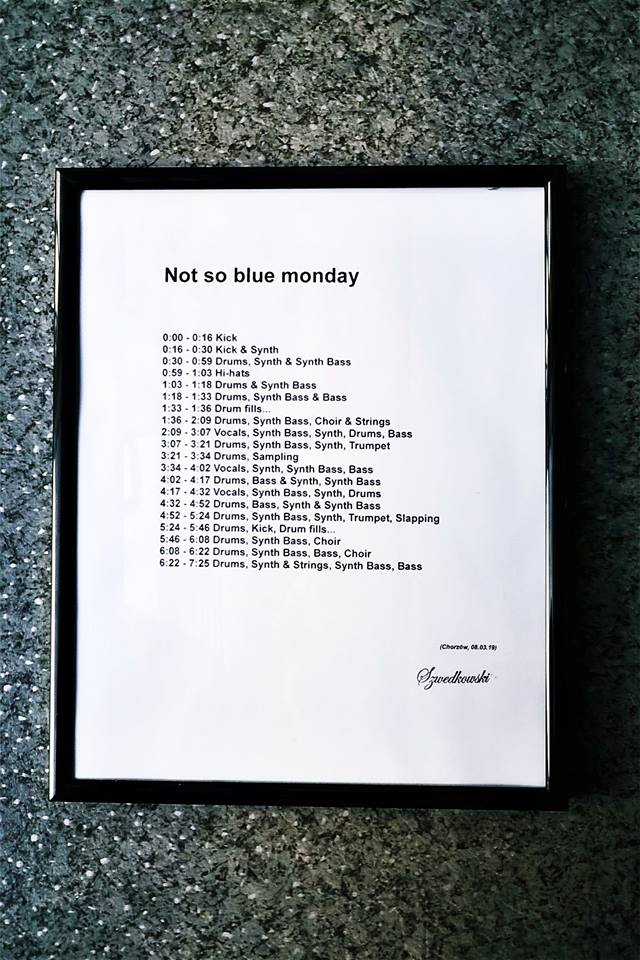
Not so Blue Monday, una versione in "poesia sonora" del singolo ad opera di Witold Szwedkowski, composta il 3 marzo 2019

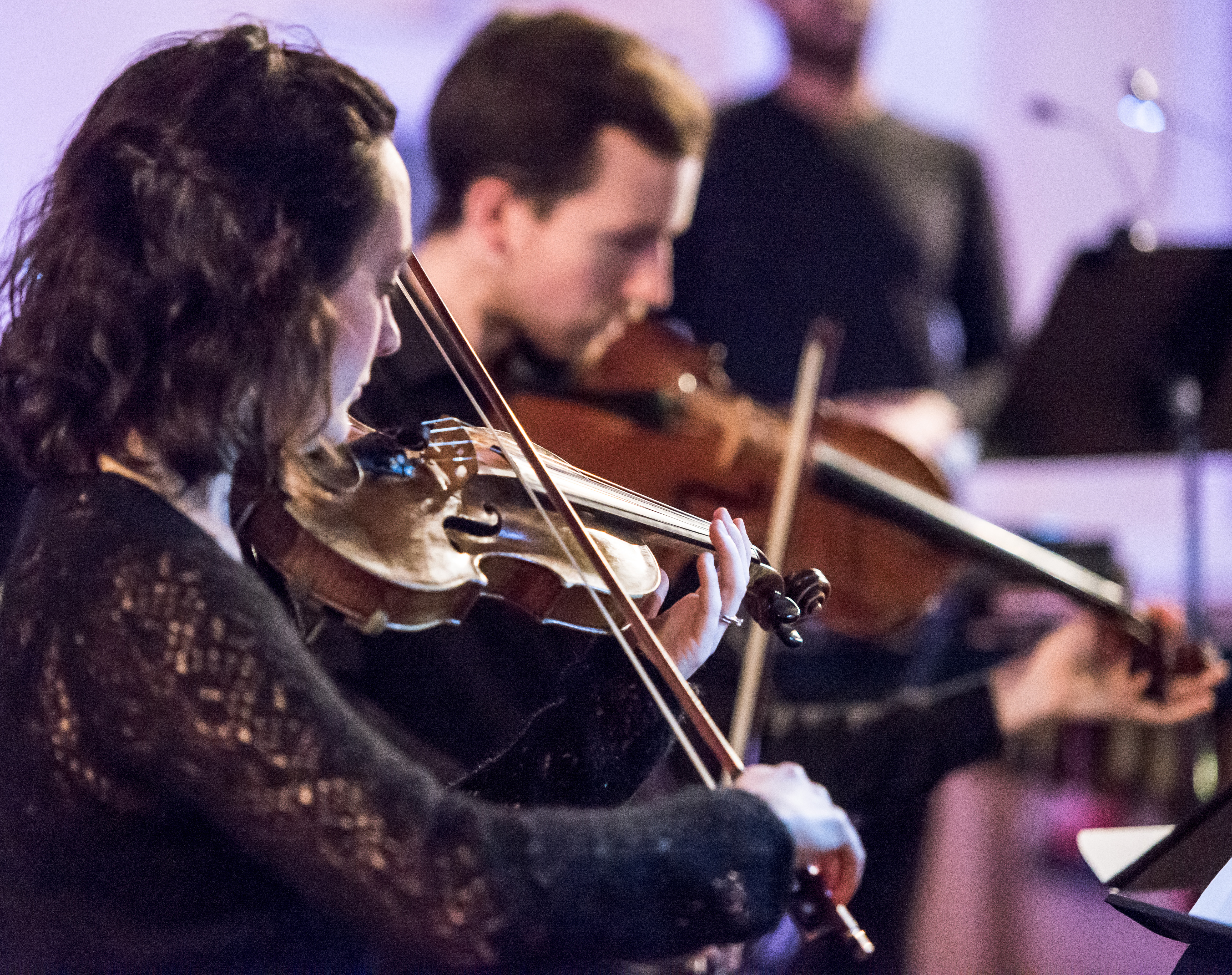
La Manchester Camerata Orchestra, insieme a Peter Hook e ai DJ Graeme Park e Mike Pickering, registrò Blue Monday sulla sua base originale per l'album Haçienda Classical (2016)

- Il performer transgender statunitense Divine, la cui seconda registrazione del suo singolo del 1984 Love Reaction venne modellata sulla base strumentale di quello dei New Order. Per questo il produttore discografico Bobby Orlando rischiò una denuncia (poi mai concretizzatasi) per plagio.[164]
- Il gruppo musicale inglese Lord Horror with the Savoy Hitler Youth Band, che la pubblicò come singolo (dal titolo Blue Monday/Cadillac Ranch) nel 1986 tramite la Savoy Entropy Records.[165]
- Il complesso new Age tedesco Gregorian, che la rilesse utilizzando il canto gregoriano e la pubblicò nell'album Masters of Chant Chapter III, del 2002.[166]
- La cantante australiana Kylie Minogue. Infatti ai BRIT Awards 2002, tenutisi il 20 febbraio, eseguì una versione mash-up della sua hit Can't Get You Out of My Head con Blue Monday, ideata e prodotta da Stuart Crichton.[167] Fu successivamente registrata come Can't Get Blue Monday Out of My Head e pubblicata come lato B di Love at First Sight, terzo singolo estratto dall'album Fever,[167][168] e come remix nel remix album Boombox del 2008.[169][170] La performance venne inserita al quarantesimo posto della classifica dei "50 Key Events in the History of Dance Music" del 2011 dal The Guardian.[171]
- La band argentino Tanghetto, che la registrò in stile nuevo tango per il remix-album Buenos Aires Remixed, del 2005.[172]
- Il progetto di musica elettronica inglese Cosmosis, che ne realizzò una versione goa trance intitolata Re-Order ed inserita nel disco Trancendance, del 2005.[173]
- Il gruppo francese Nouvelle Vague, che la interpretò in stile bossa nova e la pubblicò nell'album Bande à part (del 2006), del quale viene considerata dai critici una delle migliori tracce.[174][175]
- Il progetto industrial danese Klutæ, che la registrò per il disco Hit 'n' Run del 2006.[176]
- Il complesso pop danese Swan Lee, la cui interpretazione è presente nell'antologia postuma Swan Lee – The Complete Collection 1997-2005, del 2007.[177]
- Il progetto EBM belga Absolute Body Control, che la incise e la distribuì nel 2008 come singolo (accoppiata con un'altra cover di un celebre brano synthopop, Warm Leatherette di The Normal del 1978), intitolato per l'appunto Blue Monday/Warm Leatherette.[178]
- Il gruppo musicale new wave/synth pop australiano Real Life, che la registrò (insieme ad altre cover di hit degli anni ottanta) per l'album Send Me An Angel – '80s Synth Essentials, del 2009.[179]
- La band tedesca futurepop And One, che la eseguì dal vivo e la cui registrazione venne inserita come bonus track nel disco Bodypop 1½, del 2009.[180]
- Il produttore discografico e DJ tedesco di musica house Kurd Maverick, che ne pubblicò, come singolo, un remix nel 2009, ottenendo un discreto successo in terra natia.[181]
- Il cantante filippino Miguel Escueta, che inserì una propria cover nel suo EP Now It Starts, del 2010.[182]
- Il gruppo di musica elettronica statunitense Rabbit in the Moon, che la rifece per la raccolta del 2010 Ceremony – A New Order Tribute, contenente re-interpretazioni da parte di numerosi musicisti del panorama musicale indipendente statunitense ed europea dei pezzi più famosi dei New Order.[183]
- La mento band giamaicano The Jolly Boys, la cui cover è reperibile nell'edizione inglese del loro disco Great Expectation, del 2010.[184]
- La compositrice irlandese Hannah Peel, che la registrò per il suo EP Music Box Remix, del 2010.[185]
- Il duo indie pop di Brooklyn Buke and Gase, che lo coverizzò per l'EP Function Falls, del 2012.[186]
- La band darkwave olandese Clan of Xymox, che la re-interpretò per il cover album Kindred Spirits, del 23 ottobre 2012.[187]
- La band synthpop britannica The Good Natured, che presentò una cover del pezzo nel marzo 2013 alla stazione radiofonica KCRW, prima di renderla pubblica sul proprio sito.[188][189]
- La cantautrice inglese Låpsley, che ne fece una sua interpretazione per l'EP Monday, del 2014.[190]
- La band indie rock statunitense Health, che ne registrò una nuova versione per la colonna sonora del film del 2016 diretto da David Leitch Atomica bionda, con Charlize Theron;[191] nel 2020 essa venne sfruttata anche per il trailer di lancio del videogioco Call of Duty: Black Ops Cold War.[192]
- Il complesso alternative rock statunitense Nada Surf, che lo suonò dal vivo durante un concerto nel 2017.[188]
- Il compositore e produttore tedesco Sebastian Böhm, che ne realizzò una cover techno-orchestrale nel 2019 per il trailer del film di Patty Jenkins Wonder Woman 1984.[193][194]
- Il gruppo Trance progressive inglese Above & Beyond, la cui re-interpretazione, sebbene indicata più come un remix e circolante dal 2013 in Internet e in alcuni live set, venne pubblicata nel 2020 da Anjunabeats, dopo un processo di rielaborazione della musica volto a renderla più indietronica.[195]
- Il DJ olandese Oliver Heldens e il duo italiano DJs from Mars hanno realizzato una versione EDM del brano con la partecipazione vocale di JD Davis nel 2023.